# Avia M 337
O Avia M 337 (originalmente designado Walter M337) é um motor com seis cilindros em linha invertido refrigerado a ar. Foi desenvolvida pela empresa checoslovaca como uma derivação de seis cilindros do motor M 332, entrando em produção no ano de 1960. Uma versão sem superalimentação do M 337 é designado M 137. A produção foi transferida para a Avia em 1964, e então para a Letecke Opravny Malesice (LOM) em 1992.

## Versões
M 337AVersão básica superalimentada - não apto para voos acrobáticos
M 337RModificado para instalação de pusher
M 337AKsistema de óleo modificado para voos invertidos. Acrobacias "Snap" permitidas
M 337AK1AK com alternador ao invés de um gerador
M 337BAumentada a rpm máxima (para 3.000 rpm) - potência aumentada - 173 kW (235 hp)
M 337BKVersão acrobática do motor "B".
M 337CRazão de compressão aumentada - 185 kW (252 hp)
M 137AVersão sem superalimentação do M 337 - 134 kW (180 hp) de potência na decolagem. Acrobracias permitidas.
M 137AZIgual ao M 137A, com fornecimento de ar filtrado

## Aplicações
- AeroVolga LA-8C
- Falconar SAL Mustang
- Let L-200 Morava
- Zlín Z 526, Z 726
- Zlín 142
- Zlín Z 43